# 小貫芳信
小貫 芳信（おぬき よしのぶ、1948年8月26日 - 2018年1月21日）は、日本の検察官。最高裁判所裁判官（2012年4月11日 - 2018年1月16日）、検察官、亜細亜大学法学部教授、東京高等検察庁検事長などを歴任。

## 略歴
福島県出身。1973年、中央大学大学院修了。司法研修所を経て東京地方検察庁に検事として任官。法務総合研究所長等を歴任し、2010年5月より名古屋高等検察庁検事長、同年12月より東京高等検察庁検事長。2011年8月に依願退官、同年9月に亜細亜大学法学部教授に就任。
2012年3月16日の閣議において、同年4月7日に定年退官する古田佑紀の後任として、最高裁判所裁判官に任官することが決定した。同年4月11日に発令。同年12月16日の最高裁判所裁判官国民審査において、罷免を可とする票4,499,849票、罷免を可とする率7.79%で信任。同時に審査された10判事のうち罷免を可とする票の数が最少であった。
2018年1月16日、健康上の理由により定年（同年8月25日）を待たずに最高裁判所裁判官を同日付で依願退官し、同月21日に左耳下腺導管がんのため死去した。69歳没。叙正三位、旭日大綬章受章。